# 中臣鷹主
中臣 鷹主（なかとみ の たかぬし）は、奈良時代の貴族。中臣氏一門、神祇伯・中臣名代の子。官位は正五位下・縫殿頭。

## 経歴
天平宝字5年（761年）第14次遣唐使が派遣されることとなり、鷹主は遣唐判官に任命される（大使は仲石伴）。翌天平宝字6年（762年）4月に遣唐使用に建造された船1艘が安芸国から難波江口（淀川河口）に到着するが、船が浅瀬に乗り上げるなどして船尾が破裂して使用できなくなった。そのため、遣唐使船を2艘に減らすと共に、仲石伴に代って鷹主が遣唐大使に任ぜられ、要員も2艘に乗船可能な人数に絞るなど、唐使・沈惟岳を送るための最小限の規模に縮小して再編成が行われた。またこの際に、鷹主は従五位下に叙爵している。同年夏に唐への渡航を試みるが風浪に恵まれず、結局7月になって遣唐使の派遣は中止となった。
その後、天平宝字7年（763年）肥前守、天平宝字8年（764年）武部少輔を歴任するが、同年に発生した藤原仲麻呂の乱もしくは称徳朝で発生した政変で罰せられたらしく、官位を剥奪される。
光仁朝に入り宝亀4年（773年）罪を赦されて本位の従五位下に復すが、光仁朝での動静は不明。
天応元年（781年）桓武天皇の即位後まもなく大判事に任ぜられると、天応2年（782年）鋳銭長官を経て、延暦2年（783年）従五位上・神祇大副に叙任される。延暦4年（785年）信濃守として地方官に転じるが、延暦10年（791年）になって神祇大副に再任されている。その後、正五位下・縫殿頭に至る。

## 官歴
以下、『続日本紀』の記載に従う。
- 時期不詳：正六位上
- 天平宝字5年（761年） 10月22日?：遣唐判官
- 天平宝字6年（762年） 4月17日：遣唐大使、従五位下
- 天平宝字7年（763年） 正月9日：肥前守
- 天平宝字8年（764年） 8月4日：武部少輔
- 宝亀4年（773年） 2月21日：復本位
- 天応元年（781年） 5月25日：大判事
- 天応2年（782年） 2月7日：鋳銭長官
- 延暦2年（783年） 正月16日：従五位上。6月21日：神祇大副
- 延暦4年（785年） 正月27日：信濃守
- 延暦10年（791年） 2月14日：神祇大副
- 時期不詳：正五位下。縫殿頭[3]

## 系譜
「中臣氏系図」（『群書類従』巻第62所収）による。
- 父：中臣名代
- 母：不詳
- 妻：不詳
  - 養子：大中臣弟枚（または弟投）